# Sacco (fiume)
Il Sacco è un fiume del Lazio, affluente di destra del Liri.
Nel territorio di Frosinone viene chiamato anche Tolero, dal suo antico nome latino Tolerus o Trerus.

## Territorio

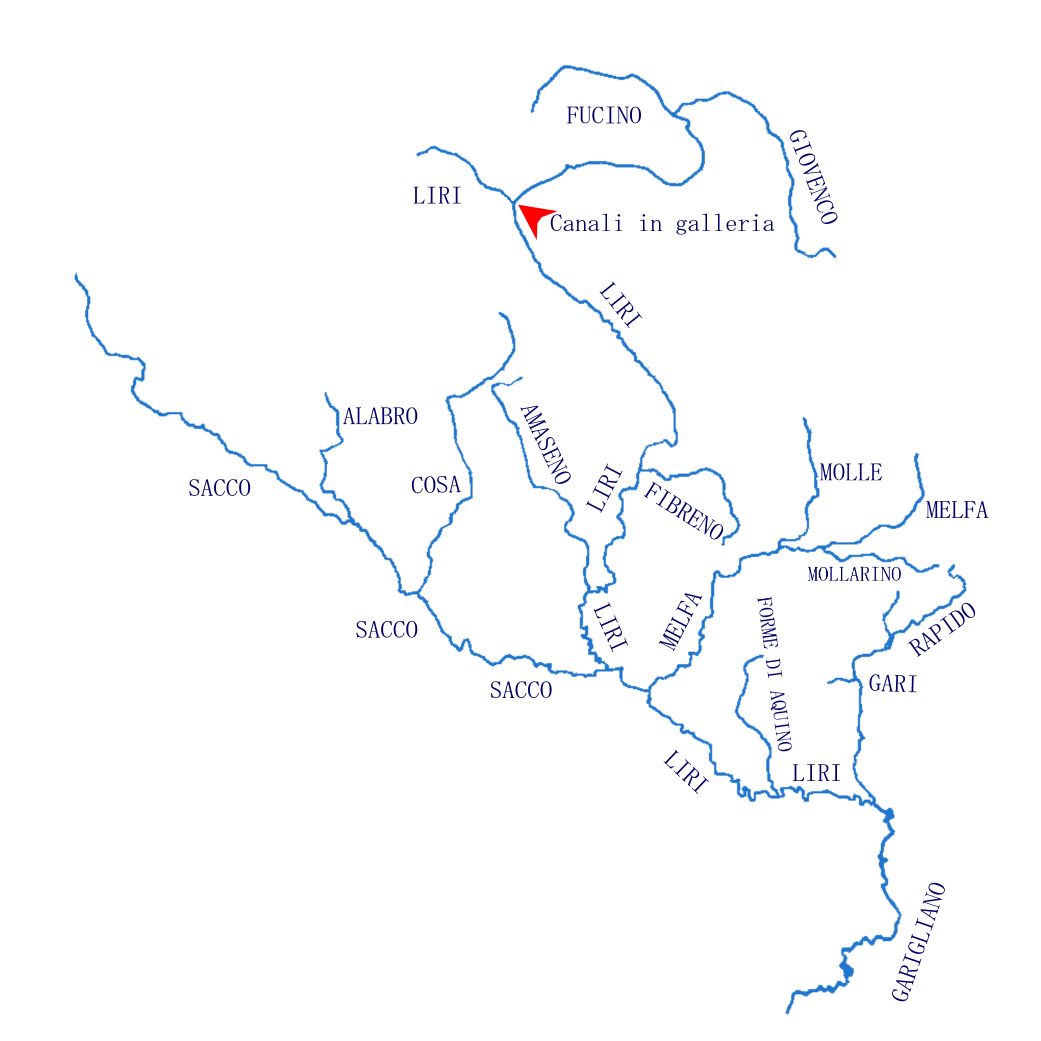
Schema del bacino idrografico Liri-Garigliano

Nasce dal versante orientale dei Monti Prenestini, nel Lazio, dall'unione del fosso della Valle e del fosso Palomba a Colle Cero, e scorre verso sud-est per una lunghezza complessiva di 87 km, attraversando la Valle Latina tra i Monti Ernici a nord-est e i Monti Lepini a sud-ovest; a Ceprano confluisce da destra nel fiume Liri.
Il suo principale affluente è il Cosa, oltre all'Alabro.

## Corso
Il fiume Sacco nasce dall'unione di vari fossi presso i comuni di Bellegra, Olevano Romano, San Vito Romano e Capranica Prenestina in provincia di Roma. Scorre nelle pianure al confine tra la Provincia di Roma e la Provincia di Frosinone. Il fiume prosegue verso sud lambendo le pendici dei Monti Lepini e bagnando vari comuni. Nel territorio di Sgurgola il fiume presenta una cascata molto suggestiva da un punto di vista della natura e della fauna.
Successivamente scorre parallelo alla Via Morolense bagnando i comuni di Supino, Morolo e Patrica. Proprio in tale città, in località Tomacella, si ammira la seconda cascata del fiume situata subito dopo il ponte. Dopo aver superato il comune di Patrica, il Sacco bagna Ceccano, città seriamente colpita dall'inquinamento. Durante il suo percorso in Ceccano, il Sacco forma altre due cascate sempre di taglio obliquo, per poi riprendere il suo percorso verso sud. Uscito da Ceccano bagna Pofi e Castro dei Volsci dove in località Ponte della Mola si può ammirare la penultima cascata del fiume. Nell'ultimo tratto, in località la Mola, nel territorio di Falvaterra, si trova l'ultima cascata del fiume Sacco. Qui, con andamento meandriforme,  tra i comuni di Falvaterra e di Ceprano,  confluisce nel Liri,  tra la frazione di Isoletta di Arce e la Civita di San Giovanni Incarico.

## Storia
Negli anni '50 la valle era un susseguirsi di campi, di vigne e boschi. Il fiume era utilizzato per abbeverare gli animali, innaffiare i campi, per la pesca ma anche per fare il bucato e i bambini giocavano sulle rive facendo il bagno.

## Flora e Fauna
Le profonde modifiche apportate alle sponde del fiume Sacco come la cementificazioni dei suoi margini hanno rimodellato il corso e compromesso l’ecosistema. L’inquinamento ha inoltre limitato la varietà di specie, con ripercussione diretta sulla biodiversità.

### Fauna
Tra i pesci che vivono in questo ambiente troviamo specie che si adattano facilmente a situazioni del genere come i carassi (Carassius carpio) e le carpe (Cyprinus carpio) che riescono a sopravvivere in acque scarse di ossigeno e sopportano modeste quantità di inquinamento mentre lungo le sponde dove l’acqua è poco profonda e con corrente leggere si possono osservare anche i cavedani (Leuciscus cephalus). Ci sono poi la scardola (Scardinius erythrophthalmus) e la rovella (Rutilus rubilio) mentre negli ultimi anni sono scomparsi o quasi pesci quali anguille (Anguilla anguilla), barbi (Barbus barbus) e tinche (Tinca tinca), che un tempo lo popolavano abbondantemente.
Gli uccelli che si possono osservare sorvolare il fiume sono il martin pescatore (Alcedo atthis), l’airone cenerino (Ardea cinerea), il pendolino (Remiz pendulinus), la gallinella d'acqua (Gallinula chloropus), la ballerina bianca (Motacilla alba), l’usignolo di fiume (Cettia cetti), le tortore selvatiche (Streptopelia turtur), mentre tra i rapaci si osserva il nibbio bruno (Milvus migrans). Tra gli anfibi ci sono la rana verde (Rana esculenta) e la rana appenninica (Rana italica). Tra i rettili la biscia d'acqua (Natrix natrix) e tra i mammiferi il ratto grigio (Rattus norvegicus) e le nutrie (Myocastor coypus).

### Flora
La vegetazione che abita questo ambiente comprende il salice bianco (Salix alba), il pioppo nero (Populus nigra) e il pioppo bianco (Populus alba), anche se rarissimi si possono osservare gli ontani neri (Alnus glutinosa), ci sono poi alcune piante di farnia (Quercus robur) e sambuco nero (Sambucus nigra).

## Geografia antropica
Il Sacco da Colleferro è uno dei fiumi più inquinati della Ciociaria a causa dei rifiuti chimici industriali. Il beta-esaclorocicloesano (β-HCH) uno scarto del lindano utilizzato per creare i diserbanti (sostanza proibita in Italia dal 2001) è la sostanza maggiormente inquinante nel fiume. L’inquinamento del fiume Sacco comunque si conosceva già da prima infatti vennero stilati diversi progetti di bonifica, il primo fu nel 1985, poi negli anni ‘90 e di nuovo nel 2005 dopo la morte di numerosi animali di taglia grande.
Per questa ragione l'allevamento e le colture alimentari nei campi adiacenti sono state vietate e in parte riconvertite nell’uso alimentare dei prodotti agricoli con la coltivazione di girasoli per produrre il biodiesel e nella produzione di cippato da pioppo coltivato per cedui da biomassa. Oltre a questi utilizzi entrambe le piante sono in grado di assorbire sostanze inquinanti. Questa bonifica purtroppo ancora oggi non è stata sviluppata appieno.

## Salute
La presenza di β-HCH porta a diverse problematiche nella salute poiché attacca il sistema nervoso, il fegato e i reni inoltre è classificato dall’EPA (Environmental Protection Agency) come probabile agente cancerogeno nell’uomo e negli animali.  Proprio a causa di ciò nel 2005 è stato riconosciuto lo stato di emergenza ambientale.
“In questa zona c’è un aumento di tumori a pleura e vescica per gli uomini, all'utero e al seno per le donne, ciò lo ha certificato già nel 2004 il rapporto Mortalità e ricoveri ospedalieri dei residenti nella Valle del Sacco del dipartimento di Epidemiologia della Asl di Roma.”